# Louisa Parsons Hopkins
Louisa Parsons Hopkins (ur. 1834 w Newburyport w stanie Massachusetts, zm. 1895) – poetka amerykańska. Z zawodu była nauczycielką. Wydała między innymi dwa tomiki Breath of the Field and Shore (1881) i Motherhood: A Poem (1881). Jej wiersze znalazły się w zredagowanej przez Charlotte Fiske Bates antologii The Cambridge Book of Poetry and Song z 1882. Pisała też prace pedagogiczne.